# Templo Masónico (Chicago)
El Templo Masónico fue un rascacielos construido en Chicago, Illinois en 1892. Lo diseñó la firma Burnham and Root y fue construido en la esquina de Randolph Street y State Street. Tenía 21 pisos. Cuando se quitó la torre del reloj del Chicago Board of Trade Building de 1885 en 1895, el Templo Masónico se convirtió en el más alto de la ciudad. Fue demolido en 1939.

## Historia
Fue el primero en superar los 91 metros y también el primero en tener más de 18 pisos. El edificio presentaba un patio central rodeado por nueve pisos de tiendas con oficinas arriba y salas de reuniones para los masones en la parte superior. Estas salas de reuniones también sirvieron como teatros, lo que contribuyó a la obsolescencia del edificio; sus ascensores resultaron inadecuados para estas multitudes, y el edificio rápidamente cayó en desgracia entre los inquilinos comerciales.
Las regulaciones de altura de edificios de Chicago promulgadas en 1892 (el año en que se construyó el Templo) no permitían edificios más altos hasta que se enmendó en la década de 1920. En 1939, el Templo Masónico fue demolido. Esto se debió en parte a sus deficientes servicios internos, pero también debido a la construcción del nuevo metro de State Street, que habría requerido una costosa remodelación de los cimientos. En su lugar, se erigió un "contribuyente" de dos pisos que alberga una farmacia Walgreens, y la Joffrey Tower actualmente se encuentra en el sitio anterior de este edificio.

## Galería

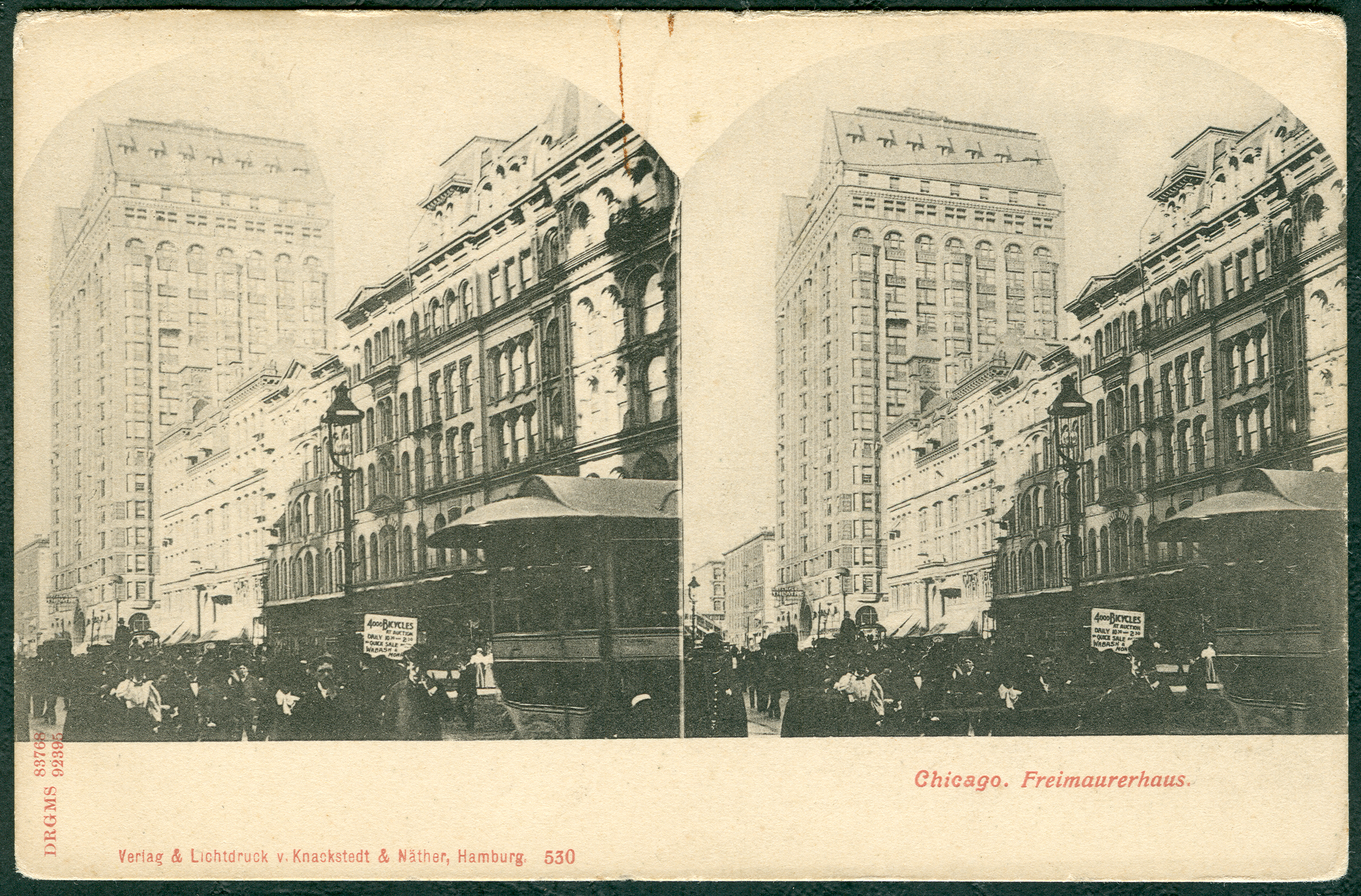
Hacia 1900: la estereoscopia como postal n. ° 530 de Knackstedt & Näther [de] (Hamburgo)
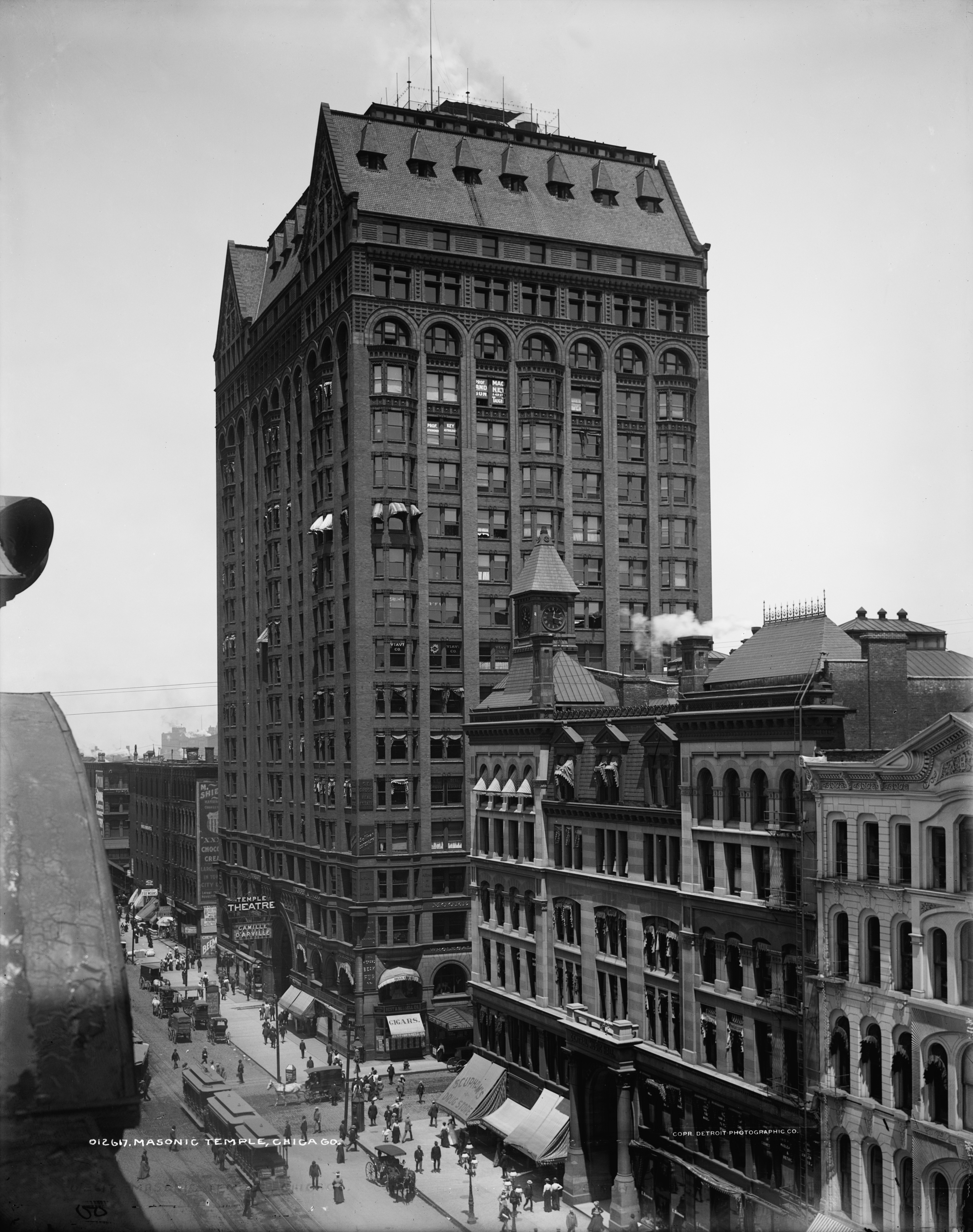
Templo Masónico, 1900
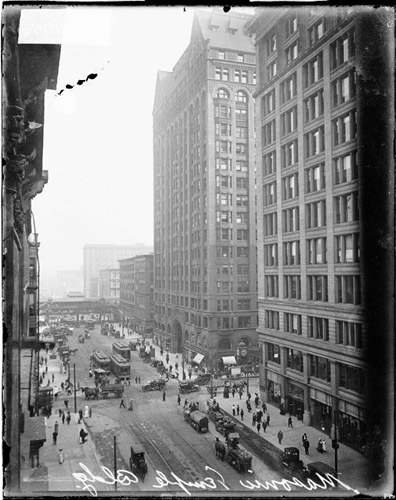
Templo Masónico con el nuevo edificio Marshall Field and Company, 1911